# 이규완옹일사
이규완옹 일사(李圭完翁逸史) 또는 이규완옹백년사(李圭完翁百年史)는 조선말의 관료이자 갑신정변의 행동대장, 일제강점기의 참정권, 자치권 운동가인 이규완(1862 ~ 1946)의 간략한 생애와 일대기를 수록한 책이다. 1956년 강원도청 내무국에서 초판을 간행하였고, 같은 해 비판신문사 출판국에서 다시 2판을 발행하였다. 1958년 비판신문사에서 3판을 출간하고, 1958년 말 4판을 영인할 때는 제목을 이규완옹일사에서 이규완옹 백년사로 바꾸었다.
1942년 5월 15일 강원도청 산업부 농정과 주관하에 요시카와(吉川正一)가 정리하여 일본어로 출간, 발행된 《이규완옹 일화집》의 내용을 상당수 참고하였다. 그밖에 이규완의 출생과 떠돌이 생활, 박영효가문의 식객이 되는 과정과 박영효에게 부탁하여 일본과 미국을 다녀온 내용, 이규완이 관료생활 중 겪은 내용과 일화, 춘천 후평리, 석사리 및 양주 청량리, 전농리 농지 개척 당시의 사연, 이규완의 친지들의 진술 등이 수록되어 있다. 이규완의 생존 시에 출간되어 갑신정변 참여 과정, 도피 과정, 국내에 남은 가족들이 연좌되어 처벌받은 것 등은 책에서 생략되었다.
1994년 춘천문화원에서 이규완옹의 일사 라는 이름으로 재간행하였다.

## 같이 보기
- 이규완
- 갑신정변
- 윤치호 일기
- 백범일지
- 박중양 일기
- 독립정신